# Kofi Annan
Kofi Atta Annan (/ˈkoʊfi ˈænæn/, phát âm như "Cô-phi A-tha A-nan"; 8 tháng 4 năm 1938 – 18 tháng 8 năm 2018), là nhà ngoại giao Ghana và là Tổng Thư ký thứ 7 của Liên Hợp Quốc từ năm 1997 đến cuối năm 2006.

## Thời thơ ấu
Annan sinh ngày 8 tháng 4 năm 1938 tại Kumasi, Ghana, con của Reginald và Victoria Annan. Kofi nghĩa là "cậu bé sinh vào ngày thứ Sáu". Annan là con song sinh, một sự kiện được xem là đặc biệt trong văn hoá Ghana. Người chị song sinh của ông được đặt tên Efua Atta, qua đời năm 1991. Trong tiếng Akan, Efua có nghĩa là "cô bé sinh vào ngày thứ Sáu" và Atta có nghĩa là "sinh đôi".
Gia đình Annan thuộc thành phần ưu tú của đất nước; ông nội, ông ngoại và bác của Annan là tù trưởng bộ tộc. Cha của Annan mang hai dòng máu Asante và Fante; mẹ ông thuộc bộ tộc Fante. Cha của Annan trong một thời gian dài là giám đốc xuất khẩu cho công ty cacao Lever Brothers.

## Gia đình
Annan kết hôn với Nane Maria Annan, một luật sư và họa sĩ người Thụy Điển, bà là cháu họ của Raoul Wallenberg (nhà ngoại giao thuộc gia tộc Wallenberg danh giá tại Thụy Điển). Hai trong số ba người con của họ, Kojo Annan và Ama Annan, là con của Titi Alakija, người vợ trước của Annan. Annan và Alakija ly hôn vào cuối thập niên 1970. Người con thứ ba, Nina Cronstedt de Groot, là con của người chồng trước của Nane Annan. Kojo Annan là tâm điểm của dư luận vào năm 2005 vì dính líu vào vụ tai tiếng đổi dầu lấy lương thực của Iraq.

## Học vấn
Từ năm 1954 đến năm 1957, Annan theo học tại trường Mfansipim, một trường nội trú thuộc giáo hội Giám Lý, thành lập vào thập niên 1870 tại Cape Coast. Năm 1957, khi Annan tốt nghiệp, Ghana là thuộc địa đầu tiên của Anh thuộc châu Phi hạ Sahara giành được độc lập.
Năm 1958, Annan bắt đầu học chuyên ngành kinh tế tại trường đại học khoa học và kỹ thuật Kumasi. Annan giành được học bổng của Tổ chức Ford để hoàn thành chương trình cử nhân vào năm 1961 tại Đại học Macalester ở St. Paul, Minnesota, Hoa Kỳ. Trong thời gian 1961 – 1962, Annan theo học tại Học viện Cao học Quan hệ quốc tế tại Geneva, Thụy Sĩ, về sau ông đến học tại trường Quản lý Sloan thuộc Viện Công nghệ Massachusetts và được cấp bằng thạc sĩ.
Annan thông thạo tiếng Anh, tiếng Pháp, tiếng Kru, các phương ngữ thuộc ngôn ngữ Akan và các ngôn ngữ Phi châu khác.

## Sự nghiệp
Annan bắt đầu làm việc cho Tổ chức Y tế Thế giới (WHO), một tổ chức của Liên Hợp Quốc, vào năm 1962. Từ 1974 đến 1976 ông về Ghana làm giám đốc du lịch.
Sau đó, ông trở lại Liên Hợp Quốc đảm trách chức vụ Phụ tá Tổng Thư ký chuyên trách các lĩnh vực quản lý nhân lực và phối hợp an ninh từ 1987 đến 1990; Hoạch định chương trình, ngân quỹ và tài chính từ 1990 đến 1992; và phụ trách các chiến dịch gìn giữ hoà bình từ tháng 3 năm 1993 đến tháng 2 năm 1994.
Trong tác phẩm Shake Hands with the Devil: The Failure of Humanity in Rwanda (Bắt tay với quỷ dữ: Sự thất bại của nhân loại tại Rwanda), tướng Roméo Dallaire cho rằng Annan đã tỏ ra thụ động đối với cuộc diệt chủng năm 1994 tại Rwanda. Ông nói rằng Annan, lúc ấy là phụ tá tổng thư ký đặc trách các chiến dịch gìn giữ hoà bình, không chịu gửi quân Liên Hợp Quốc đến can thiệp để giải quyết cuộc tranh chấp, cũng như không chịu cung cấp thêm viện trợ.
Đến tháng 10 năm 1995, Annan được bổ nhiệm làm đặc phái viên cho Tổng thư ký Liên Hợp Quốc tại Nam Tư cũ, phục vụ trong thời gian 5 tháng, rồi trở về đảm trách chức vụ phụ tá tổng thư ký vào tháng 4 năm 1996.

## Tổng Thư ký Liên Hợp Quốc
Ngày 13 tháng 12 năm 1996, Annan đắc cử tổng thư ký Liên Hợp Quốc, bốn ngày sau ông được phê chuẩn bởi Đại hội đồng và bắt đầu nhiệm kỳ của mình ngày 1 tháng 1 năm 1997. Annan thế chỗ tổng thư ký người Ai Cập Boutros Boutros-Ghali vừa mãn nhiệm và trở thành nhân vật da màu đầu tiên đến từ một quốc gia châu Phi đảm nhận vị trí lãnh đạo Liên Hợp Quốc.
Annan tái đắc cử và bắt đầu nhiệm kỳ thứ hai ngày 1 tháng 1 năm 2002. Sự kiện này được xem như là một ngoại lệ vì theo thông lệ, đại diện từ các châu lục tuần tự đảm nhận chức vụ này trong hai nhiệm kỳ. Vì người tiền nhiệm của Annan, Ghali, đến từ châu Phi, nên theo lệ thường, Annan chỉ nên phục vụ một nhiệm kỳ. Dù vậy, Annan đã có thể bảo đảm cho mình được tái bổ nhiệm cho nhiệm kỳ thứ hai.
Tháng 4 năm 2001, Tổng Thư ký Liên Hợp Quốc Kofi Annan đưa ra lời hiệu triệu năm điểm "Tiến tới hành động" nhắm vào đại dịch HIV/AIDS. Ông xem việc chống lại đại dịch này là một ưu tiên cá nhân, như là tổng thư ký Liên Hợp Quốc và là một người thường. Ông đưa ra sáng kiến thành lập Quỹ Y tế và AIDS toàn cầu, nhằm khuyến khích gia tăng mức chi tiêu cho mặt trận đối đầu với cuộc khủng hoảng HIV/AIDS tại các quốc gia đang phát triển.
Ngày 10 tháng 12 năm 2001, Annan và Liên Hợp Quốc được trao giải Nobel Hoà bình, "vì những nỗ lực giúp kiến tạo một thế giới an bình hơn và được tổ chức tốt hơn".
Trong nhiệm kỳ của mình, Tổng Thư ký Annan chứng kiến các diễn biến của cuộc chiến Iraq, ông kêu gọi Hoa Kỳ và Anh không nên hành động mà không có sự hậu thuẫn của Liên Hợp Quốc. Năm 2004, Annan gọi cuộc chiếm đóng Iraq là bất hợp pháp.
Tháng 5 năm 2004, Annan nhận một bản báo cáo từ Ban Nội chính Văn phòng Liên Hợp Quốc (OIOS), xác nhận Cao ủy Tị nạn Liên Hợp Quốc Ruud Lubbers có trách nhiệm về những cáo buộc quấy rối tình dục đối với một nữ viên chức thuộc quyền. Tuy nhiên, ngày 15 tháng 7 năm 2004, Annan tuyên bố Lubbers vô tội, mặc dù Lubbers viết một bức thư cho người phụ nữ này có nội dung, theo nhận xét của nhiều người, được hiểu là một lời đe doạ.
Tháng 12 năm 2004, thượng nghị sĩ Hoa Kỳ thuộc đảng Cộng hoà Norm Coleman kêu gọi Annan từ chức sau khi xuất hiện các bản báo cáo cho rằng con trai của ông, Kojo Annan, nhận những khoản tiền từ một công ty Thụy Sĩ, Cotecna Inspection SA. Công ty này đã giành được những hợp đồng béo bở từ chương trình đổi dầu lấy lương thực của Liên Hợp Quốc. Annan cho mở cuộc điều tra về cáo giác này. Ủy ban điều tra, dưới quyền của Paul Volcker, trong bản báo cáo tháng 3 năm 2005, không đưa ra kết luận rõ ràng nào, chỉ nhận xét rằng lẽ ra cuộc điều tra nên được tiến hành sớm hơn. A. Yakolev, viên chức phụ trách đấu thầu của Liên Hợp Quốc, vào ngày 8 tháng 8 năm 2005, ra đầu thú với FBI; sau đó, tại toà án Manhattan, New York, Yakolev thú nhận đã nhận "hàng trăm ngàn đô la" từ các công ty làm ăn với chương trình đổi dầu lấy lương thực, ông chấp nhận ba tội danh: nhận hối lộ, gian lận tài chính và rửa tiền. Vụ án này gợi lại những nghi vấn liệu ông tổng thư ký Liên Hợp Quốc có biết những việc làm của con trai mình hay không .
Tuy nhiên, bên ngoài Hoa Kỳ, Annan ít gặp chống đối hơn; ông có được sự ủng hộ của Hội đồng Bảo an Liên Hợp Quốc.
Ngày 21 tháng 3 năm 2005, Annan đệ trình Đại hội đồng Liên Hợp Quốc bản báo cáo về sự tiến bộ "Tự do hơn nữa" (In Larger Freedom). Annan ủng hộ sáng kiến mở rộng Hội đồng bảo an cùng với một loạt các kế hoạch cải tổ Liên Hợp Quốc khác.

## Đối đầu giữa Hoa Kỳ và Liên Hợp Quốc
Kofi Annan ủng hộ Phó Tổng Thư ký Mark Malloch Brown, người đã công khai chỉ trích các phương tiện truyền thông Hoa Kỳ trong bài diễn văn đọc ngày 6 tháng 6 năm 2006: "Hiện nay đang thịnh hành chủ trương ngấm ngầm sử dụng Liên Hợp Quốc như là một công cụ ngoại giao thay vì ủng hộ tổ chức này chống lại những chỉ trích từ bên trong... Bằng cách này hay cách khác, chúng ta có thể đánh mất LHQ". Người ta nói rằng Đại sứ Mỹ tại LHQ vào lúc ấy, John R. Bolton, đã nói với Annan trên điện thoại: "Tôi đã biết ông từ năm 1989 cho đến nay, tôi muốn bảo cho ông biết đây là sai lầm tệ hại nhất của một viên chức cao cấp LHQ mà tôi từng thấy suốt trong thời gian này."

## Đề xuất cải cách Liên Hợp Quốc
Ngày 21 tháng 3 năm 2005, Annan đệ trình Đại hội đồng LHQ bản báo cáo In Larger Freedom. Ông đề nghị mở rộng Hội đồng Bảo an và thêm những cải cách cho LHQ. Ngày 7 tháng 3 năm 2006, Annan đệ trình Đại hội đồng đề án kiểm tra toàn bộ Ban Thư ký LHQ. Bản báo cáo cải cách có tựa đề: "Đầu tư vào LHQ để có một tổ chức toàn cầu hiệu quả hơn".

## Diễn văn từ biệt
Ngày 19 tháng 9 năm 2006, trước nhiều nhà lãnh đạo từ các quốc gia trên thế giới quy tụ về trụ sở LHQ ở New York, Annan đọc diễn văn từ biệt chuẩn bị cho ngày chấm dứt nhiệm kỳ thứ hai của ông vào 31 tháng 12 năm 2006, trong đó ông nhắc đến ba vấn nạn lớn của thế giới, "nền kinh tế không công bằng, tình trạng hỗn loạn, và sự phát triển khuynh hướng xem thường nhân quyền và thể chế pháp trị", những vấn đề mà ông tin là "không những không được giải quyết mà ngày càng tồi tệ hơn" suốt trong thời gian ông đảm nhiệm chức vụ Tổng Thư ký LHQ. Ông xem tình hình bạo loạn tại châu Phi và sự đối đầu giữa Israel và khối Ả Rập là những vấn đề cần quan tâm.
Ngày 11 tháng 12 năm 2006, trong bài diễn văn cuối cùng trong cương vị Tổng Thư ký LHQ đọc tại Thư viện Tổng thống Harry S. Truman tại Independence, Missouri, Annan nhắc đến vai trò lãnh đạo của Truman trong tiến trình thành lập LHQ. Annan kêu gọi Hoa Kỳ trở về với chính sách ngoại giao đa phương của Tổng thống Truman và đi theo cương lĩnh của Truman: "trách nhiệm của các cường quốc là phục vụ chứ không phải thống trị các dân tộc khác trên thế giới", rõ ràng là nhắm vào chính sách đơn phương của chính phủ George W. Bush. Ông cũng nói rằng Hoa Kỳ cần duy trì những cam kết của mình đối với nhân quyền, "ngay cả trong cuộc chiến chống khủng bố".
Ông là hội viên danh dự của Câu lạc bộ Madrid. Năm 2007, ông được trao Giải Bruno Kreisky.

## Sau khi nghỉ hưu và qua đời
Cựu Tổng Thư ký Liên Hợp Quốc Kofi Annan qua đời ngày 18 tháng 8 năm 2018 tại một bệnh viện ở Bern, Thụy Sĩ sau một thời gian ngắn lâm bệnh. Ghana và các cơ quan ngoại giao của nước này sẽ treo cờ rủ trong 7 ngày để tưởng niệm ông, bắt đầu từ 20 tháng 8.

## Trích dẫn
- Hơn bao giờ hết trong lịch sử nhân loại, chúng ta đang chia sẻ với nhau cùng một số phận. Chúng ta chỉ có thể làm chủ số phận của mình khi nào chúng ta cùng nhau đối diện với nó. Đó là lý do tại sao chúng ta có Liên Hợp Quốc.
– Ngày 31 tháng 12 năm 1999, thông điệp cho thiên niên kỷ mới.
- Quý vị có thể làm nhiều điều qua các biện pháp ngoại giao, nhưng quý vị có thể làm nhiều điều hơn nữa nếu các biện pháp ngoại giao được hỗ trợ bởi vũ lực.
– Ngày 24 tháng 2 năm 1998, nói về khả năng sử dụng vũ lực để buộc Saddam Hussein tuân thủ các nghị quyết Liên Hợp Quốc.

## Đánh giá
| “                                  | Về nhiều phương diện, Kofi Annan chính là Liên Hợp Quốc. Ông đã vươn lên qua các cấp bậc và trở thành người dẫn dắt tổ chức này sang thiên niên kỷ mới với tư cách và quyết tâm không ai sánh được | ” |
| — Tổng Thư ký LHQ Antonio Guterres | |   |

| “                                                         | Hôm nay chúng ta tiếc thương trước sự ra đi của một con người vĩ đại, một nhà lãnh đạo và một con người có tầm nhìn xuất chúng: Cựu Tổng thư ký Liên Hợp Quốc Kofi Annan | ” |
| — Thông báo của Cơ quan Di trú Liên Hợp Quốc trên Twitter | |   |